# 미국의 특별 지정 국민 및 차단 대상
미국의 특별지정 국민 및 차단된 대상(Specially Designated Nationals and Blocked Persons List, SDN) 은 당시 국제형사재판소(ICC)의 수석 검사였던 파투 벤수다(Fatou Bensouda) 등 미국 정부에 바람직하지 않은 인물에 대한 제재 외에도 테러리스트, 권위주의 국가들의 지배계층 구성원 또는 ISIL 같은 여러 테러와 같은 범죄를 저지른 자도 대상으로 하는 미국의 금수 조치이다. 불핵의 음모 등의 일부 아나키스트나 마약 밀매 주모자 등도 포함한다. 블랙리스트에는 전 세계적으로 국가 안보와 미국 외교 및 경제, 여타 미국사회의 안녕에 위협이 될 수 있는 수천 개의 회사, 조직, 협회 또는 개인이 포함되어 있어 이들이 미국의 제재를 받게 된다.  해당 목록은 특별 지정 국민 및 차단 대상자 목록 이라고 한다.
다만 트럼프 1기 정권 때 국제형사재판소에 경제제재를 매린 바 있고 2기 정권 때 이를 재추진하려 하는 등 여러 모로 공정성이 흔들리고 있다는 지적도 있다.